# Яхта
Я́хта (нидерл. jacht, от jagen — гнать) — парусное, парусно-моторное или моторное судно для водного спорта, прогулок и туризма. Правительственное судно для высокодолжностных лиц и их гостей.
Российское законодательство определяет яхту как маломерное, прогулочное палубное моторное, спортивное парусное, парусное или парусно-моторное судно, технически оснащённое и предназначенное для отдыха, спорта и развлечений, в том числе плавания с проживанием и питанием, имеющее закрытые помещения для размещения экипажа и туристов предельной численности.
Для каждой крейсерско-гоночной яхты необходимой принадлежностью является тузик.

## Классификация
Яхты различаются:
- По назначению — спортивные (гоночные), круизные (крейсерские)
- По приводу — парусные, парусно-моторные, моторные
- По мореходности — яхты морские, яхты для внутренних водоемов (рек, озер)
- По типу корпуса — классические однокорпусные (англ. Monohull), катамараны, тримараны

Первые упоминания о спортивных парусных яхтах относятся к XVII веку. Практически все современные парусные яхты, предназначенные для туризма, имеют вспомогательный мотор (подвесной мотор) для маневрирования в порту или движения с небольшой скоростью в отсутствие ветра. Парусные яхты, не имеющие мотора, чаще всего предназначены для спорта.
Спортивные яхты в свою очередь тоже имеют свою классификацию. Она разделяет их на классы. Это необходимо для создания равных условий в гонках и соревнованиях. Класс спортивной (гоночной) яхты определяет размер и форма это сделано для того, внутри класса, яхты имели примерно одинаковую быстроходность и мореходные качества.

## Парусные яхты
За первенство в создании парусных яхт борются греки, египтяне и финикийцы. Историки заявляют о появлении первых парусных судов более 10 тысяч лет назад в водах Эгейского моря. Парусными яхтами считаются суда, использующие аэро- и гидродинамику и приводимые в движение силой ветра, дующего в паруса. Современные парусные яхты часто оборудованы мотором.
Корпуса первых парусных яхт изготавливали из дерева. Современный перечень материалов — очень велик. Корпуса парусных яхт изготавливают из стали, алюминия, армоцемента и стеклопластика и других материалов.
Количество парусов на парусных яхтах может быть различно и зависит от целей используемой яхты. Гоночные яхты, как правило, оснащены большим количеством парусов, на крейсерских яхтах для удобства управления количество парусов — минимально. Условно паруса можно разделить на 4 вида: основные, передние, дополнительные и штормовые.
По своему назначению парусные яхты делятся на крейсерские, имеющие комфортабельные каюты и рассчитанные на дальние туристические походы; гоночные, имеющие только кокпит для экипажа и не имеющие кают, предназначенные для непродолжительных гонок; а также гоночные крейсерские, имеющие малокомфортные каюты, предназначенные для многодневных гонок.
По принципу обеспечения остойчивости яхты делятся на килевые яхты, у которых днище переходит в балластный киль (точнее фальшкиль), который смещает центр тяжести вниз и препятствует сносу (дрейфу) яхты при ходе под парусами; швертботы, имеющие шверт (выдвижной киль), который лишь препятствует сносу, а центр тяжести изменяется размещением экипажа по бортам яхты; и компромиссы, имеющие балластный фальшкиль и выдвижной шверт. У компромиссов осадка чуть больше чем у швертбота, но значительно меньше, чем у килевых яхт. Также имеются конструкции с двумя килями, которые позволяют сохранить вертикальное положение яхты при отливе на мелководье.
Другой принцип обеспечения остойчивости используется на катамаранах и тримаранах. На катамаранах остойчивость обеспечивают 2 широко разнесённых корпуса судна, на тримаранах — 2 поплавка, разнесённых по обоим бортам судна. Существуют яхты, состоящие более чем из 3 корпусов.
Благодаря высокой остойчивости у однокорпусных килевых яхт в случае оверкиля возможно возвращение судна на ровный киль самостоятельно, иногда — с совершением переворота на 360o.
Основными частями яхты принято считать корпус и парусное вооружение. Парусное вооружение может быть одномачтовым (шлюп) и многомачтовым (например, шхуна, йол и кеч). Парусное вооружение разделяют на рангоут, стоячий и бегучий такелаж.
Популярным видом отдыха на парусных яхтах являются регаты.

### Ведущие государства-производители
| Место | Государство | Количество лодок | Общая длина (в метрах) | Место 2007—2008 |
| ----- | ----------- | ---------------- | ---------------------- | --------------- |
| 1     | Италия      | 559              | 19 560                 | 1               |
| 2     | США         | 126              | 5 172                  | 2               |
| 3     | Нидерланды  | 89               | 4 209                  | 3               |
| 4     | Германия    | 30               | 2 293                  | 5               |
| 5     | Тайвань     | 64               | 1 921                  | 6               |

## Моторные яхты
Моторные яхты — это моторные суда, предназначенные для индивидуального отдыха.
Виды моторных яхт:
- Класс «А» — для использования в океанских водах, рассчитаны на обеспечение полной безопасности во время восьмибалльного шторма с высотой волн до четырех метров;
- Класс «B» — морские моторные яхты;
- Класс «C» — прогулочные прибрежные моторные яхты;
- Класс «D» — легкие малогабаритные суда, подходящие для эксплуатации только во внутренних водоемах при отсутствии волнения[8].

## Яхты-рекордсмены
- Самая большая парусная яхта — S/Y A. При длине в 144,03 метра и ширине в 25 метров, это не только самая крупная парусная яхта в мире, но и самая оригинальная. Яхта «A» построена верфью Nobiskrug в 2017 году для российского миллиардера Андрея Мельниченко[9].
- Самая большая моторная суперъяхта — Azzam длиной в 179,7 метра и шириной в 20,8 метров. Яхта построена верфью Lürssen Yachts в 2013 году для эмира Абу-Даби Халифы ибн Заида Аль Нахайяну[10][11].